# Chico (Guè)
Chico è un singolo del rapper italiano Gué Pequeno, pubblicato il 31 luglio 2020 come secondo estratto dal sesto album in studio Mr. Fini.

## Classifiche

### Classifiche settimanali
| Classifica (2020) | Posizione massima |
| ----------------- | ----------------- |
| Italia            | 5                 |

### Classifiche di fine anno
| Classifica (2020) | Posizione |
| ----------------- | --------- |
| Italia            | 10        |